# Surnaturel
Pour les articles homonymes, voir Surnaturel (homonymie).
Le surnaturel est l'ensemble des phénomènes qui ne sont pas explicables par les lois de la nature,  de façon rationnelle, ou bien qui sont réputés provenir d'une source divine. Le surnaturel ne peut pas être étudié par la méthode scientifique, ou par la méthode expérimentale. En l'absence d'explications, les phénomènes dits surnaturels sont parfois attribués à des interventions divines (par exemple les miracles) ou démoniaques, ou d'esprits (fantômes, possession), ou de pratiques « magiques ». Certains auteurs réservent ce mot aux phénomènes supposément produits par une cause spirituelle ou divine tel les miracles, le refusant aux phénomènes issus de causes mal connues mais appartenant au monde naturel comme le psychisme, la parapsychologie, la sorcellerie ou le spiritisme. Le surnaturel est employé dans ce sens par l'Église catholique. Cependant, certains phénomènes considérés comme surnaturels autrefois ne sont plus considérés comme tel par exemple les catastrophes naturelles.
Les thèmes et créatures surnaturels sont fréquemment utilisés en littérature, notamment dans le genre fantastique, fantasy, et merveilleux.

## Approche anthropologique
Les sociologues et anthropologues peuvent être amenés à étudier le sujet, généralement avec « un agnosticisme méthodologique excluant toute adhésion intellectuelle aux croyances qu'ils étudient. […] Parlez à un ethnologue ou un sociologue des religions d'« expériences du surnaturel », il comprendra tout de suite ce que vous entendez par là : des occurrences de rencontre avec un esprit, possession par l'âme d'un mort ou une divinité, apparition de personnages réputés invisibles, spectacle de capacités corporelles a priori inexplicables par la biologie… »
Lucien Lévy-Bruhl a étudié les attitudes mystiques et les croyances de peuples primitifs vis-à-vis du surnaturel, dégageant le concept de « catégorie affective du surnaturel ».
D'après un sondage de l'IFOP effectué en 2004, 42 % des Français croient aux miracles et 26 % affirment avoir vécu une expérience surnaturelle,.

## Surnaturel en religion chrétienne
Henri de Lubac est un important théologien du surnaturel et a publié plusieurs travaux à ce sujet. En 1950, en raison de soupçons portés sur l’orthodoxie de certains de ses ouvrages, le Supérieur général de la Compagnie de Jésus lui interdit d’enseigner et de publier des livres en théologie. Henri de Lubac fut autorisé à nouveau à publier des livres théologiques en 1956, et à reprendre son enseignement en 1959.
Les théologiens font une distinction entre le surnaturel, qui excède toute nature créée, et le préternaturel (du latin praeter) qui n'excède qu'une nature déterminée (par exemple l'état d'Adam avant la chute).
L'ordre surnaturel est l'ordre de la grâce par opposition à l'ordre naturel antérieur à la venue du Christ (loi naturelle). Le surnaturel désigne aussi l'ensemble des phénomènes extraordinaires manifesté par la grâce telles que les visions, les révélations, les miracles, tels décrits dans les écritures de la Bible. Ces choses sont de l'ordre du mystère chrétien (du mot mystos, initié, dans le cadre d'une religion donc chose cachée) sont à distinguer totalement de l'ésotérisme, c'est une synonymie.
Toutefois, les autres phénomènes comme les grandes apparitions mariales, les stigmates, sont plutôt en rapport avec la religion catholique et sont considérés comme étant contraires aux doctrines chrétiennes par les protestants.

### Ouvrages
- Christian Chelebourg, Le surnaturel : Poétique et écriture, Armand Colin, 2006, 272 p. (ISBN 978-2-200-24574-0, lire en ligne)
- Vivianne Perret, Esprit, es-tu là ? : histoires du surnaturel, de l'Antiquité à nos jours, Paris, La librairie Vuibert, 2013, 272 p. (ISBN 978-2-311-01394-8)
- Henri de Lubac (préf. Michel Sales), Surnaturel : Études historiques, Lethielleux Éditions, 2017 (1re éd. 1946), 656 p. (ISBN 978-2-249-62503-9, lire en ligne)

### Articles
- Georges Chantraine, « Surnaturel et destinée humaine dans la pensée occidentale selon Henri de Lubac », Revue des sciences philosophiques et théologiques, vol. Tome 85, no 2,‎ 2001 (ISSN 0035-2209 et 2118-4445, DOI 10.3917/rspt.852.0299, lire en ligne)
- Bernard Sesboüé, « Surnaturel et surnaturel », Recherches de Science Religieuse, vol. 90, no 2,‎ 2002, p. 179 (ISSN 0034-1258 et 2104-3884, DOI 10.3917/rsr.022.0179, lire en ligne)
- Jean-Pierre Albert, « Le surnaturel: un concept pour les sciences sociales?. Postface », Archives de sciences sociales des religions, no 145,‎ janvier 2009, p. 147–159 (ISSN 0335-5985, DOI 10.4000/assr.21076, lire en ligne)